# Pigs Pigs Pigs Pigs Pigs Pigs Pigs
Pigs Pigs Pigs Pigs Pigs Pigs Pigs, de vegades escurçat com Pigs x7, és una banda anglesa de stoner metal formada a Newcastle upon Tyne el 2012. El seu àlbum debut, Feed the Rats, va ser publicat pel segell Rocket Recordings el 2017. The Guardian va incloure la banda al top 40 newcomers per al 2018, i aquell any es va publicar el seu segon àlbum King of Cowards. Assagen i graven a Blank Studios, propietat del seu guitarrista Sam Grant.
L'abril de 2020, la banda va publicar el seu tercer àlbum, Viscerals. El maig de 2020, The Guardian va incloure el disc com un dels vint millors àlbums publicats fins al moment a la seva llista de mitjans d'any. Un LP de temes en directe, Off Cuts, es va publicar el novembre de 2020 exclusivament a través de les botigues de discos de Rough Trade.
La música de Pigs x7 s'ha associat amb el rock psicodèlic i el heavy metal, així com amb gèneres relacionats com el doom metal i el noise rock. Els primers treballs discogràfics tendien a temes llargs mentre que els treballs més recents són predominantment més curts.

## Discografia
Àlbums
- Feed the Rats (Rocket Recordings, 2017)
- King of Cowards (Rocket Recordings, 2018)
- Viscerals (Rocket Recordings, 2020)
- Land of Sleeper (Rocket Recordings, 2023)[9]

Senzills i EP
- "The Cosmic Dead" / "Pigs Pigs Pigs Pigs Pigs Pigs Pigs" (split 12" single, The Old Noise, 2012)
- Psychopomp (miniàlbum, Box Records, 2014)
- "Cake of Light" (Rocket Recordings, 2018)
- "GNT" (Rocket Recordings, 2018)
- "Reducer" (Rocket Recordings, 2020)
- "Rubbernecker" (Rocket Recordings, 2020)
- "Hell's Teeth" (Rocket Recordings, 2020)
- "Hot Stuff" (Rocket Recordings, 2021)